# Rezoluce Rady bezpečnosti OSN č. 502
Rezoluce Rady bezpečnosti OSN č. 502 (S/RES/502), kterou Rada bezpečnosti OSN schválila 3. dubna 1982, vyzvala Argentinu a Spojené království k okamžitému ukončení nepřátelství, okamžitému stažení argentinských ozbrojených sil z Falklandských ostrovů, které Argentina obsadila předchozího dne, a k nalezení řešení sporu o Falklandy/Malvíny diplomatickou cestou v souladu s Chartou Spojených národů. Zároveň odvolala vyjádření předsedy Rady bezpečnosti z 1. dubna (S/14944, které bylo reakcí na S/14940 a S/14942) o tom, že by se obě strany měly zdržet vyhrožování použití síly.
Rezoluce, kterou předložil britský zástupce Sir Anthony Parsons, byla schválena deseti hlasy pro, jeden byl proti (Panama) a čtyři se zdržely (Čínská lidová republika, Polská lidová republika, Španělské království a Sovětský svaz).
Rezoluce č. 502 dala Spojenému království možnost odvolat se na článek 51 Charty Spojených národů (kapitola VII) a argentinskou invazi vyřešit silou v rámci práva na sebeobranu. Rezoluci podpořili členové Commonwealthu a Evropského hospodářského společenství, kteří následně na Argentinu uvalili sankce.